# اردوگاه امیرکبیر
اردوگاه امیرکبیر یک منطقهٔ مسکونی در ایران است که در دهستان آستانه واقع شده‌است.